# بنجامين وليامز
بنجامين وليامز (بالإنجليزية: Benjamin Samuel Williams
)‏ (و. 1824 – 1890 م) هو بستاني، وبستاني، وعالم نبات، من المملكة المتحدة، توفي في هولوواي، عن عمر يناهز 66 عاماً.